# Tiago Gomes
Tiago Henrique Damil Gomes est un footballeur international portugais né le 29 juillet 1986 à Oeiras. Il évolue actuellement au poste de défenseur latéral gauche à l'Apollon Limassol, prêté par le Sporting Braga.

## Biographie
Tiago Gomes est né le 29 juillet 1986 à Oeiras dans le district de Lisbonne.
Tiago Gomes commence sa carrière avec SL Benfica, mais ne fait que la pré saison. Benfica décide de le prêter la première saison à Estrela da Amadora où il joue peu, et la deuxième au Zagłębie Lubin en Pologne. Revenu de Pologne avec du temps de jeu Benfica ne le conserve pas et s'engage gratuitement au CA Osasuna mais ne jouant jamais il décide de s'engager au CF Belenenses. Il joue ensuite au GD Estoril-Praia et joue actuellement au Sporting Braga
Le 7 novembre 2014 Tiago Gomes est convoqué par Fernando Santos pour jouer avec le Portugal contre l'Argentine et l'Arménie.
Le 31 août 2015, il est prêté pour une saison au FC Metz.